# Шарангович, Василий Фомич
Васи́лий Фоми́ч Шаранго́вич (бел. Васіль Фаміч Шаранговіч; 20 февраля (4 марта) 1897, деревня Кочаны (Виленская губерния, ныне Мядельский район Минской области) — 15 марта 1938, Москва) — советский партийный и государственный деятель.

## Биография
Родился в семье крестьянина. Белорус. Окончил сельскую школу в родной деревне, продолжил учёбу в Мядельском двухклассном училище.
Повзрослев, отправился на заработки в Молодечно, где был разнорабочим на строительстве железной дороги. В последующем освоил профессию слесаря и помощника машиниста.
Член РСДРП(б) с ноября 1917 года. Тогда же стал председателем Мядельского волостного Совета крестьянских и батрацких депутатов и одновременно военным комиссаром. В последующем — секретарь Молодечненского уездного комитета партии.
В 1918 году, во время оккупации Беларуси кайзеровскими войсками, был арестован. После освобождения перешёл в Советскую Россию и добровольцем вступил в Красную армию. Служил в особом отделе.
Во время советско-польской войны 1919–1921 гг. был направлен Особым отделом Реввоенсовета Западного фронта в тыл белополяков. С паспортом на фамилию Лютовича он в суровый мороз прошёл через линию фронта и пешком преодолел 75 километров. В январе 1920 г. прибыл к месту назначения. 28 января 1920 в деревне Гатово прошёл первый съезд партизан Минской губернии. 5 апреля 1920 г. прошёл второй съезд партизан Минщины в д. Михновичи.
В 1920 году арестован польскими властями и посажен в камеру смертников. В последующем его перевели в тюрьму в г. Познань, где смертный приговор заменили 20 годами каторги. В 1921 году В. Ф. Шаранговича обменяли на двух польских инженеров.
В 1921—23 годах работал заместителем народного комиссара юстиции Белорусской ССР.
В 1923—24 годах — старший помощник Прокурора Республики.
В 1924—29 годах — ответственный секретарь Белорусского совета профсоюзов. Член ЦК КП(б) Беларуси (1925—27, 1932—34, 1937).
В 1926 г. согласно решению ЦК ВКП(б) был направлен на работу в Сибирь. Занимал должность начальника орготдела Новосибирского Крайсовпрофа, затем был его председателем. Принимал участие в 4-й Сибирской краевой конференции ВКП(б). В анкете делегата, что хранилась в партархиве Новосибирской области, в разделе про репрессии во время революционной деятельности указал следующее: «Был приговорён к расстрелу с заменой 20-ю годами тюрьмы, сидел два года у поляков, у немцев 3 месяца сидел под следствием до суда».
В 1929 году 1-й секретарь Иркутского окружного комитета ВКП(б).

С октября 1930 года по февраль 1934 года 2-й секретарь ЦК Компартии Беларуси. За участие в борьбе с белополяками был награждён орденом Красного Знамени и почётным оружием. Позднее управляющий делами СНК БССР Симон Кандыбович вспоминал: 
«Гикало знал, что среди белорусов Шарангович пользуется определённой популярностью и авторитетом, поэтому постарался перетащить на свою сторону, подчинить своему влиянию. Этого он добился довольно быстро. Началось с того, что по приказу Гикало Шаранговичу стали приписываться заслуги, про которые никто раньше не слышал. Пропаганда довольно быстро сделала Шаранговича руководителем партизанского движения в Беларуси во время советско-польской войны. По указанию Гикало нашлись услужливые коммунисты, которые начали собирать подписи на заявлениях с просьбой наградить Шаранговича орденом за его былые заслуги. В результате этой кампании при поддержке „с мест“ через двенадцать лет после „партизанских подвигов“ Шарангович был награждён Орденом Красного Знамени, который на то время был самой высокой военной наградой. Настоящие партизаны такой несправедливостью были огорчены и почувствовали, что мало иметь заслуги и подвиги, нужны ещё протекция и опекунство. Этим ловким шагом Гикало разбил консолидацию верхушки белорусских коммунистов, а Шаранговича полностью подчинил своему влиянию».
 В 1931 — 1934 гг. — член Президиума ЦИК БССР.
Во время Голодомора на Украине Шарангович подписал секретное постановление Бюро ЦК КП(б)Б «О наплыве крестьян и колхозников из Украины в БССР для скупки хлеба» от 3 апреля 1932 года, в котором предписывалось не допускать каких-либо форм заградительных отрядов.

В 1933 году Шарангович говорил про «нашу борьбу с контрреволюционной прищеповщиной и нацдемовщиной»:
«Наши органы пролетарской диктатуры ГПУ стоят на верном посту и мы не только садим тех, кто пытается тормозить нашу работу и вредить, но мы их расстреливаем» (аплодисменты).
 В 1934 году на XVII съезде ВКП(б) был избран членом Комиссии партийного контроля (КПК) при ЦК ВКП(б) и уполномоченным КПК по Казахстану.

С 1936 г. второй секретарь Харьковского обкома КП(б) Украины, где подвергся бойкотированию со стороны партийных товарищей.
«— Понимаете, — возмущался Туровский. — Прислали его нежданно-негаданно. Раньше как-то спрашивали членов обкома, согласовывали с ними. А тут с неба свалился. Что? Не доверяют Демченко, Мусульбасу, всем нам? И сразу повёл себя как комиссар. Я уверен, что это делается за спиной Сталина. Ежов, оргсекретарь, суёт всюду своих людей. К Коссиору приставил Постышева, к Демченко — Шаранговича. А мы его бойкотируем. Пока ещё ленинскую партийную демократию никто не отменял».

## Первый секретарь ЦК КП(б) Беларуси
С марта 1937 года 1-й секретарь ЦК КП(б) Беларуси. Первый секретарь Минского городского комитета партии в 1937 году. Руководил развёртыванием в республике кампании массовых репрессий.
25 мая 1937 г. решением бюро ЦК КП(б)Б, которое было утверждено затем на пленуме ЦК, был освобождён от обязанностей председателя СНК БССР Н. М. Голодед. Майский пленум одновременно исключил из членов бюро и членов ЦК КП(б)Б командующего войсками Белорусского военного округа И. Уборевича, а также подтвердил решение бюро от 13 мая 1937 года об исключении из партии членов бюро и ЦК — наркома земледелия К. Бенека, а наркома просвещения А. Дьякова — из партии и кандидатов в члены ЦК.

27 мая 1937 г. была проведена IV Минская городская партконференция, на которой В. Ф. Шарангович заявил следующее:
«Всю эту банду мы должны расчистить, чтобы в ближайшее время полностью, до конца выкорчевать врагов, какой бы маской они ни прикрывались». А закончил эту мысль так: «Я думаю, что мы запишем в резолюцию нашей партийной конференции клятву перед нашей партией, Центральным Комитетом, перед товарищем Сталиным относительно того, что мы будем беспощадно бить врагов на каждом шагу».

В июне 1937 года XVI съезд КП(б)Б прошёл под влиянием новостей центральных газет о раскрытии «военно-фашистского заговора» среди руководящего состава РККА во главе с заместителем наркома обороны маршалом М. Н. Тухачевским. Уже на второй день работы съезда первый секретарь ЦК КП(б)Б В. Шарангович обратился к делегатам с призывом: 
«В связи с сообщением прокуратуры Союза относительно изменников и предателей Родины, о которых вы уже читали в газете, … у президиума есть предложение вынести решение съезда о том, чтобы требовать от суда применения высшей меры наказания (аплодисменты) — расстрела (долгие аплодисменты)». 
Предложение поставили на голосование, и оно прошло единогласно. А вечером делегатов послали на промышленные предприятия и в ближайшие колхозы для «разъяснения и организации поддержки» принятого съездом решения о требовании высшей меры наказания арестованным по обвинению в «военном заговоре» высшим командирам Красной Армии.
16 июня 1937 г. после утреннего заседания в своём кабинете застрелился председатель ЦИК и член бюро ЦК КП(б)Б Александр Червяков.

В своём отчётном докладе, составленном «в духе сталинских указаний» В. Ф. Шарангович призвал к решительной борьбе против врагов народа: 
«Мы должны уничтожить до конца остатки японо-немецких и польских шпионов и диверсантов, остатки троцкистско-бухаринской банды и националистической падали, раздавить и стереть их в порошок, как бы они ни маскировались, в какую бы нору они ни прятались». 
В отчётном докладе вскрывались недостатки партийно-политической работы, разоблачалось повсеместное вредительство на промышленных предприятиях и в наркоматах — были перечислены десятки предприятий, где на разных должностях, от мастера до директора, будто бы орудовали вредители. Согласно докладу, особенно много вредителей оказалось на участках культурно-национального строительства и идеологического фронта.
29 июля 1937 года в Минск прибыл заведующий отделом руководящих партийных органов (ОРПО) ЦК ВКП(б) Георгий Маленков, протеже Ежова и его преемник на посту завОРПО, и заведующим сельскохозяйственным отделом Центрального Комитета Яковом Аркадьевичем Яковлевым (наст. фамилия Эпштейн), которые провели внеочередной III пленум ЦК КП(б)Б.. Визитёры привезли резолюцию ЦК ВКП(б) от 27 июля, согласно которой первый секретарь ЦК КП(б)Б Василий Шарангович, второй секретарь Михаил Денискевич и нарком земледелия Н. Низовцев «не только не выполнявшие, но даже не приступившие к выполнению поручения ЦК ВКП(б) о ликвидации последствий вредительства банды польских шпионов, не приступившие к ликвидации совхозов, созданных вредителями на крестьянских землях по приказу польской разведки», снимались с работы. Дело о них, как о врагах народа, передавалось в НКВД СССР.
17 июля 1937 г. В. Ф. Шарангович был арестован. В качестве обвиняемого привлекался к процессу по делу «Правотроцкистского антисоветского блока», по которому проходил 21 человек. На утреннем заседании 4 марта состоялся его допрос, в ходе которого он полностью признал свою вину, в том числе в организации «Лепельского дела» и подготовке террористического акта в 1936 году против К. Е. Ворошилова, когда тот приезжал в Белоруссию на маневры. Осуждён 13 марта 1938 года к ВМН. Расстрелян 15 марта на Коммунарке.
19 января 1957 г. дело В. Ф. Шаранговича было пересмотрено Военной коллегией Верховного суда СССР. Постановление Военной коллегии от 13 марта 1937 г. было отменено и дело из-за отсутствия состава преступления прекращено. В. Ф. Шарангович был реабилитирован. В 1958 г. восстановлен в партии.

## Шарангович в книге Роберта Конквеста
«На следующий день первым был вызван для допроса первый секретарь ЦК КП Белоруссии Шарангович. После увёрток и недомолвок предыдущего вечернего заседания Шарангович, несомненно, произвёл отличное впечатление на тех наблюдателей, которые симпатизировали режиму, — он „искренне“ и полностью признал все обвинения. Он, дескать, был польским шпионом с 1921 года; он сделался видным участником белорусской „национал-фашистской“ организации, в которую входили также Голодед, Червяков и большинство партийных руководителей республики. Рыков и Бухарин были прямо связаны с преступной деятельностью этой организации, в том числе с формированием трёх террористических групп (две из трёх групп намеревались совершить нападение на Ворошилова во время маневров 1936 года).
Велось якобы широкое вредительство, направленное на то, чтобы расстроить хозяйство и вызвать недовольство. Шарангович также распространял будто бы болезни среди скота:
Шарангович: Я должен также сказать, что в 1932 году была нами распространена чума среди свиней, в результате чего был большой падёж свиней, причём это делалось таким образом, что прививку чумы свиньям делали вредительски.
… Дальше по сельскому хозяйству я хочу сказать относительно нашей диверсии в области коневодства. В 1936 году в Белоруссии была нами широко распространена анемия. Это проводилось нами с целью, так как конь в Белоруссии играет огромное оборонное значение. Мы стремились подорвать эту сильную базу в случае, если она понадобится в связи с войной…
Вследствие этой меры пало, насколько я помню сейчас, около тридцати тысяч лошадей.
Знаменательно, что Шарангович принял на себя ответственность за эксцессы первого периода коллективизации. Эти эксцессы, оказывается, совершались в антипартийных целях:
Шарангович: В Белоруссии к этому периоду ещё насчитывалось около ста тысяч единоличников. Нами была дана установка, что раз единоличник не идёт в колхоз, то он является врагом Советской власти. Это было нами сделано в провокационных целях. К единоличникам, сопротивляющимся коллективизации, мы, исходя из своих провокационных установок, применяли такие налоговые мероприятия, которые создавали среди единоличников недовольство и повстанческие настроения.
По счастью, однако, Москва разобралась в чем дело:
Шарангович:…Потом ЦК ВКП(б) принял соответствующие меры для исправления того, что было нами проделано, и положение изменилось. Настроение у единоличников, у той части, которая была спровоцирована, резко улучшилось.
Такое толкование событий 1929-30 годов поистине поразительно и показывает, насколько сильно и постоянно Сталин был озабочен ситуацией в деревне. Но и в промышленности „национал-фашисты“ развернули деятельность в крупном масштабе:
Шарангович: Энергетика. Здесь, главным образом, внимание концентрировалось в отношении Белгрэса, который снабжает промышленность Витебска, Орши, Могилева. Здесь топливо не подвозилось своевременно. Тормозилось строительство. Конкретно беру Кричевский цементный завод, Оршанский льнокомбинат, Могилевский труболитейный завод…»

## Семья
Жена — Александра Соломоновна Шарангович (умерла в 1968 году). Дети проживали в Москве: дочь — геолог, сын — инженер.
Сестра — Софья Фоминична Шарангович проживала в д. Кочаны Мядельского района.
Трагическая судьба была у родного брата — Ильи Фомича Шаранговича, который был моложе Василия Фомича Шаранговича на 5 лет. Крестьянский парень вместе с односельчанами Иваном Устиновичем Чернявским, Сергеем Леонтьевичем Паршуто и Антоном Шаранговичем проводил подпольную работу в деревне Кочаны, что находилась на территории Польши. Был призван на службу в польскую армию. После возвращения в родную деревню был под надсмотром полиции, которая провела у него обыск. С риском для жизни перешёл границу с СССР. Через пару недель вернулся в д. Кочаны и забрал с собой семью Анны Николаевны Шарангович с малолетним сыном и дочерью (её муж уже находился в Советском Союзе).
В БССР И. Ф. Шарангович занимал должность заместителя директора Первомайской МТС Сенненского района Витебской области. Там же он возглавлял парторганизацию.
1 августа 1937 года И. Ф. Шарангович был арестован. Бюро Сенненского райкома партии исключило его из рядов КП(б)Б. Илье Фомичу предъявлялось обвинение, что он являлся польским шпионом с позывным «Рыболов». Под давлением следователей он вынужден был признаться в создании диверсионной группы по заданию польской разведки, в посещении Западной Беларуси и переправке контрреволюционной литературы. Кроме того, он признался в развале парторганизации и всего коллектива Сенненской МТС. Ставилось в вину и частое посещение брата, первого секретаря ЦК КП(б)Б В. Ф. Шаранговича.
15 февраля 1938 года коллегия НКВД и прокуратура СССР приговорили И. Ф. Шаранговича к высшей мере наказания. 25 апреля 1938 года приговор был приведён в исполнение.

## Участие в репрессиях
Первый секретарь ЦК ВКП(б)Б В. Ф. Шарангович и сам принимал участие в репрессиях. Так, в 1937 году он направил в Москву шифровку, в которой предлагал «расстрелять 3 тыс. человек как наиболее враждебных и ведущих активную контрреволюционную работу и выслать из пределов Белоруссии 9800 человек менее активных, но враждебных элементов».

## Награды
- Орден Красного Знамени («за руководящую партизанскую работу в подполье во время оккупации Белоруссии белополяками»).
- Почётный красноармеец 12 Бигосовского пограничного отряда (19.03—27.07.1937)[15].

## Память
- В Минске его именем названа улица[16], расположенная в микрорайоне Сухарево. На здании НПО «Центр» установлена памятная табличка.
- В Мяделе в его честь названа центральная площадь города.
- Мемориальная доска установлена на доме № 19 по ул. Шаранговича. Надпись на доске: «Улица названа именем одного из организаторов партизанской борьбы в Белоруссии в годы гражданской войны, видного партийного советского деятеля Василия Фомича Шаранговича».
- Упоминается в романе Якова Дробинского «Хроника одного следствия /август 1937 — декабрь 1939 гг. /» (Ганновер, 2011) и в историческом триллере Сергея Цыркуна «Кровавые ночи 1937 года. Кремль против Лубянки» (2010).